# I'm Illy
I'm Illy är en låt från rapparen T.I.'s sjätte studioalbum, Paper Trail. Rapparen Freewa har gjort en cover på låten, under namnet "I'm Philly". T.I. tros dissa rapparen Shawty Lo i låten. 

## Listor
| Lista(2008)                                       | List position |
| ------------------------------------------------- | ------------- |
| U.S. Billboard Bubbling Under R&B/Hip-Hop Singles | 12            |